# سكودا سوبرب
هذه المقالة هي عن شكودا سوبيرب الحالية. للنسخة الأصلية سكودا سوبيرب 1934-1949، انظر سكودا سوبيرب (1934-1949).
شكودا سوبيرب هي سيارة عائلية كبيرة تم إنتاجها من قبل شركة تصنيع السيارات التشيكية شكودا أوتو منذ عام 2001.
سكودا سوبرب (بالتشيكية: Škoda Superb)هي سيارة عائلية كبيرة الحجم تنتجها الشركة التشيكية المصنعة للسيارات سكودا أوتو من 1934-1949 ومن 2001 إلى الوقت الحاضر، والنموذج الرئيسي لها.
أول نسخة حديثة تم إنتاجها من سوبرب من عام 2001 حتى عام 2008 على منصة سيارة فولكس واجن وباسات فكانت مشتركة مع بعضها البعض في تكوينها للمكونات الميكانيكية، وكان ممدود بنسبة 10 سم (3.9 قد).ثم بعد ذلك لم يعد يستند الإصدار الثاني على باسات وتجاوزت سوبرب معظم الاختبارات المهنية. اليوم تعتبر سوبرب أكبر وافخم موديل في مجموعة طرازات سكودا. ونظرا لقاعدة عجلاتها الكبيرة وتعتبر أيضا منافسة للسيارات التنفيذي.
اعتمد الجيل الأول من سوبرب الحديث، الذي تم إنتاجه من 2001 إلى 2008، على منصة مجموعة فولكس فاجن بي5 PL45+. استخدم الجيل الثاني من سوبرب بي 6 أي 6 PQ46 وتم تقديمه في عام 2008. وقد دخل الجيل الثالث والحالي باستخدام منصة إم كيو بي الإنتاج في عام 2015.
| (الجيل الأول بي 5) | (الجيل الأول بي 5) |
| ملخص               | ملخص |
| ------------------ | --- |
| أيضا يسمى          | فولكس فاجن باسات لينجيو (الصين)                                                                                           |
| إنتاج              | 2001-2008 |
| المجسم             | كفاسيني، جمهورية التشيك (سيارات سكودا كفاسيني)أنتينج، الصين (شنغهاي فولكس واجن)سولومونوفو، أوكرانيافي أوسكيمين، كازاخستان |
| الجسم والشاسيه     | |
| نمط الجسم          | صالون 4 ابواب |
| تخطيط              | محرك أمامي، دفع أمامي |
| منصة               | مجموعة فولكس فاجن بي 5 (PL45 +)                                                                                           |
| متعلق ب            | فولكس فاجن باسات لينجيو                                                                                                   |
| مجموعة نقل الحركة  | |
| محرك               | 1.8 لتر I4 توربو2.0 لتر I42.8 لتر V61.9 لتر I4 تي دي آي دي بي2.0 لتر I4 تي دي آي دي بي2.5 لتر V6 تي دي آي دي بي           |
| توصيل              | 5 سرعات يدوي6 سرعات يدوي5 سرعات أوتوماتيكي                                                                                |
| أبعاد              | |
| قاعدة العجلات      | 2.803 مم (110.4 بوصة) |
| طول                | 4.803 مم (189.1 بوصة) |
| عرض                | 1.765 مم (69.5 بوصة) |
| ارتفاع             | 1.489 مم (58.6 بوصة) |

## الجيل الأول

### بي 5 نوع 3 يو 2001-2008
استخدم الجيل الأول من سكودا سوبرب الحديثة منصة مجموعة فولكس فاجن بي5 PL45 + ، والتي تم استخدامها لاحقاً أيضاً في 1999 - شنغهاي - فولكس فاجن باسات بي 5 LWB، والتي تكون قاعدة عجلاتها أطول بـ 10 سم (3.9 بوصة) من باسات بي5 القياسية. في عام 2005، استوردت شنغهاي - فولكس فاجن السيارة سوبرب بي 5، وأعيدت تسميتها باسم فولكس فاجن باسات لينجيو.
في عام 2009، بعد عام واحد من توقف إنتاج سكودا سوبرب بي 5 في أوروبا، تم كشف النقاب عن فولكس فاجن باسات لينجيو المحسنة في الصين. في عام 2011، تم إيقاف فولكس فاجن باسات لينجيو أس ، خلفه فولكس فاجن باسات لينجيو أن إم أس.
يتم مشاركة العديد من محركات الاحتراق الداخلي للبنزين والديزل مع بقية مجموعة فولكس فاجن؛ ومثل بي 5 باسات وأودي أي 4 بي 6 بي 7 اللذان يستخدمان نفس منصة السيارة، يتم تثبيتهما في المقدمة، وموجهة طولياً.
يشتمل الطراز الأساسي، «الكلاسيكي»، على محرك سعة 1.9 لتر بأربع أسطوانات (I4) بشاحن توربيني مزود بشاحن توربيني يعمل بالحقن المباشر (تي دي آي) ينتج 74 كيلووات (101 حصان، 99 حصاناً)، أو محرك بنزين سعة 2.0 لتر بأربعة أسطوانات مصنفة عند 85 كيلو واط (116) حصان؛ 114 حصانا). يتم تقديم طرازي «كمفورت» و«إليجانس» بمحرك بنزين توربو سعة 1.8 وعشرين صماماً I4 بمعدل 119 كيلو واط (162 حصاناً، 160 حصاناً)، أو إما بمحرك بنزين V6 سعة 2.8 لتر (193 حصاناً؛ 190 حصاناً)  2.5 لتر V6 TDI مصنّف عند 120 كيلو واط (163 حصان، 161 حصاناً).
تضمنت عمليات النقل علبة تروس يدوية بخمس سرعات أو ست سرعات، أو ناقل حركة أوتوماتيكي بخمس سرعات من زد أف. بالإضافة إلى محرك حاقن الوحدة "بمب ديوس سعة 1.9 لتراً، اكتسب سوبرب في النهاية محرك تي دي آي بقوة 103 كيلووات (140 حصاناً، 138 حصاناً) 2.0 لتر.
تلقت سيارة سوبرب عملية تجميل بسيطة في أغسطس 2006، تتضمن شبكة المبرد الجديدة من سكودا، والمصابيح الأمامية، ومؤشرات إعادة الإرسال الجانبية المدمجة في مرايا الأبواب، ومصابيح خلفية على شكل حرف C بأسلوب شكودا رومستر وأحدث شكودا أوكتافيا.
إعادة التصميم الداخلي أكملت الترقيات. أصبح نموذج لورين وكليمنت هو الأفضل في المجموعة، ليحل محل طراز «إليجانس». تم تقديم مجموعة من المحركات الجديدة وتميز التصميم الداخلي بالخشب الحقيقي كجزء من بعض مستويات القطع. تتميز موديلات «كمفورت» و«إليجنس» و«لورين وكليمنت» بمظلة مثبتة في لوحة الباب الخلفي. اعتبر شكودا نسخة ملكية من سوبورب، لكنه لم يشرع في الإنتاج.

 كان السبب في عدم إدخالها في الإنتاج هو أن فولكس فاجن كانت تخشى أن تأخذ ملكية حصة كبيرة في السوق من باسات فاريانت وأودي أي 6 أفانت. عندما تم إصدار سوبرب في المملكة المتحدة في مايو 2002، تم تسعير أغلى نسخة بسعر 1000 جنيه إسترليني فقط عن أرخص نوع جاغوار إكس.
- قبل شد الواجهة شكودا سوبرب
- قبل شد الواجهة شكودا سوبرب ( من الخلف)
- بعد شد الواجهة شكودا سوبرب
- بعد شد الواجهة شكودا سوبرب (من الخلف)

### المحركات
| تعيين المحرك             | كود المحرك           | الإزاحة (س.م سم مكعب - ق.م قدم مكعب) | القوة - الطاقة                                  | عزم الدوران (د.ق - دورة في الدقيقة)                  | السرعة القصوى                     | 0–100 ك/س (0–62 ميل/س) (ثانية) |
| ------------------------ | -------------------- | ------------------------------------ | ----------------------------------------------- | ---------------------------------------------------- | --------------------------------- | ------------------------------ |
| 1.8 اتر تيربو            | أي دبليو تي          | 1.781 س.م (108.7 ق.م)                | 150 حصان (112 كيلوواط) عند 5700 دورة في الدقيقة | 155 رطلاً (210 نيوتن متر) عند 1750 د.ق                | 134 ميل في الساعة (216 كم / ساعة) | 9.5 ث                          |
| 2.0 لتر                  | أي زد أم (EA827)     | 1.984 س.م (121.1 ق.م)                | 115 حصان (86 كيلوواط) عند 5400 دورة في الدقيقة  | 127 رطلاً (172 نيوتن متر) عند 3500 د.ق                | 122 ميل في الساعة (196 كم / ساعة) | 11.6 ث                         |
| 2.8 لتر V6               | أي سي كي             | 2.771 س.م (169.1 ق.م)                | 190 حصان (142 كيلوواط) عند 6000 دورة في الدقيقة | 207 رطل قدم (281 نيوتن متر) عند 3200 د.ق             | 147 ميل في الساعة (237 كم / ساعة) | 8.0 ث                          |
| 1.9 لتر تي دي اي - بي دي | اي في بي (EA188)     | 1.896 س.م (115.7 ق.م)                | 99 حصان (74 كيلوواط) عند 4000 دورة في الدقيقة   | 184 رطل قدم (249 نيوتن متر) عند 1900 د.ق             | 117 ميل في الساعة (188 كم / ساعة) | 13.2 ث                         |
| 1.9 لتر تي دي اي - بي دي | بي أل اس (EA188)     | 1.896 س.م (115.7 ق.م)                | 104 حصان (78 كيلوواط) عند 4000 دورة في الدقيقة  | 184 رطل قدم (249 نيوتن متر) عند 1900 د.ق             | 119 ميل في الساعة (192 كم / ساعة) | 12.3 ث                         |
| 1.9 لتر تي دي اي - بي دي | بي بي زد (EA188)     | 1.896 س.م (115.7 ق.م)                | 114 حصان (85 كيلوواط) عند 4000 دورة في الدقيقة  | 184 رطل قدم (249 نيوتن متر) عند 1900 د.ق             | 119 ميل في الساعة (192 كم / ساعة) | 12.3 ث                         |
| 1.9 لتر تي دي اي - بي دي | أي دبليو اكس (EA188) | 1.896 س.م (115.7 ق.م)                | 128 حصان (95 كيلوواط) عند 4000 دورة في الدقيقة  | 215 رطل قدم (292 نيوتن متر) عند 1750-2500 د.ق        | 127 ميل في الساعة (204 كم / ساعة) | 10.4 ث                         |
| 2.0 لتر تي دي اي - بي دي | بي كي دي (EA188)     | 1.968 س.م (120.1ق.م)                 | 138 حصان (103 كيلوواط) عند 4000 دورة في الدقيقة | 236 رطل قدم (320 نيوتن متر) عند 1900 دورة في الدقيقة | 133 ميل في الساعة (214 كم / ساعة) | 9.6 ث                          |
| 2.5 V6 لتر تي دي اي      | أي واي أم BDG        | 2.496 س.م (152.3ق.م)                 | 161 حصان (120 كيلوواط) عند 4000 دورة في الدقيقة | 258 رطل قدم (350 نيوتن متر) عند 1250 دورة في الدقيقة | 139 ميل في الساعة (224 كم / ساعة) | 9.2 ث                          |

### الأمان
نتائج اختبار البرنامج الأوروبي اتقييم السيارات الجديدة سكودا سوبرب (2003).
| الاختبار   | نتيجة | تقييم  |
| ---------- | ----- | ------ |
| راكب بالغ: | 26    | 4 من 5 |
| مشاة:      | 0     | 0      |

| الجيل الثاني بي 6 (3 تي) | الجيل الثاني بي 6 (3 تي)                                                                                       |
| ------------------------ | --- |
|                          | |
| ملخص                     | |
| إنتاج                    | 2008-2015 |
| المجسم                   | كفاسيني، جمهورية التشيكأنتينج، الصين (شنغهاي فولكس واجن)اورانجاباد، الهند (سكودا الهند) في أوسكيمين، كازاخستان |
| الجسم والشاسيه           | |
| نمط الجسم                | 4-الباب سيدان 5-باب العقارات                                                                                   |
| تخطيط                    | محرك أمامي أو دفع أمامي أو دفع رباعي                                                                           |
| منصة                     | مجموعة فولكس فاجن أي6 (PQ46)                                                                                   |
| متعلق ب                  | فولكس فاجن باسات Mk6                                                                                           |
| مجموعة نقل الحركة        | |
| توصيل                    | 5 سرعات يدوي6 سرعات يدوي6 سرعات أوتوماتيكي (دي سي جي)7 سرعات أوتوماتيكي (دي سي جي)                             |
| أبعاد                    | |
| قاعدة العجلات            | 2.761 ملم (108.7 في)                                                                                           |
| طول                      | 4.838 مم (190.5 بوصة)                                                                                          |
| عرض                      | 1.817 مم (71.5 بوصة)                                                                                           |
| ارتفاع                   | 1.462 مم (57.6 بوصة)                                                                                           |

## الجيل الثاني

### بي 6 نوع 3 تي 2008-2015
تم الكشف عن سيارة شكودا سوبرب (بي 6 النوع 3 تي) الجديدة كلياً في معرض جنيف للسيارات في أوائل مارس 2008.
استناداً إلى نسخة ممتدة من أحدث منصة اوكتافيا أي 5، مجموعة فولكس فاجن أي 6 PQ46، هذه السيارة الرائعة عبارة عن سيارة سيدان ذات أربعة أبواب وخمسة مقاعد، مع غطاء صندوق مبتكر «تويندور» يمكن أن يعمل كصندوق خلفي تقليدي أو هاتشباك يتضمن الفتح مع الزجاج الخلفي.
نظراً لكونه يعتمد على منصة اوكتافيا أي 5، فإن سوبرب يستخدم الآن تخطيط محرك عرضي. تم تقديم سوبرب كومبي - عقار بخمسة أبواب مع 633 لتراً في صندوق السيارة - للصحافة في يونيو 2009، وظهر لأول مرة في معرض فرانكفورت للسيارات في سبتمبر 2009.
عند إطلاقها، تضمنت خيارات محرك البنزين أربع وحدات مصدر من مجموعة فولكس فاجن؛ يتكون من 92 كيلووات للمبتدئين (125 حصان، 123 حصان) 1.4 لتر مضمنة بأربع أسطوانات (I4) تي أف أس آي (مع شاحن توربيني وحقن طبقي للوقود)، و 118 كيلو واط (160 حصان، 158 حصان) 1.8 لتر تي أف أس آي I4. يأتي محرك أف أس آي VR6 الرائد 3.6 لتر 191 كيلووات (260 حصاناً، 256 حصاناً) (نسخة معدلة من تلك المجهزة في باسات آر 36) مع دفع رباعي وعلبة تروس ذات ست سرعات. تبلغ سرعة سكودا سوبرب 3.6 أف أس ي 4x4 سرعة قصوى تبلغ 250 كم / ساعة وتسارع من 0-100 كم / ساعة في 6.5 ثانية.
تضمنت خيارات محرك الديزل 2.0 لتر I4 توربو شارجر مباشر مع حقن بمب دوس الذي تم تقييمه عند 103 كيلو واط (140 حصاناً، 138 حصاناً) 2.0 لتر I4 توربو شارجر مباشر 125 كيلو واط (170 حصاناً، 168 حصاناً) مع سكة مشتركة، و77 كيلوواط (105 حصان، 103 حصان) 1.9 لتر I4 توربو شارجر مباشر متاح أيضاً لنسخة جرين لاين مع انخفاض استهلاك الوقود.
في عام 2010، تم تحديث نطاق المحرك. السيارة متوفرة الآن بقوة 147 كيلوواط (200 حصان، 197 حصان) 2.0 لتر بنزين تي أف أس آي رباعي الأسطوانات. تضمنت التغييرات في عرض الديزل مفتاحين: 103 كيلو واط 2 لتر مع حقن بمب دوس تم استبداله بمحرك سكة مشتركة؛ تم استبدال وحدة بي دي سعة 77 كيلو وات 1.9 لتر بمحرك سكة مشترك سعة 1.6 لتر من نفس القوة.
تشتمل عمليات النقل على علب تروس يدوية بخمس وستة سرعات، وعلبة تروس أوتوماتيكية ذات ناقل حركة مباشر مع ست أو سبع سرعات، كخيار في جميع مجموعات المحرك / القطع تقريباً. بالإضافة إلى الدفع الأمامي القياسي، كان كل من سوبرب وسوبورب كومبي متاحين مع نظام الدفع الرباعي مع الجيل الرابع من القابض هالديكس. تم اختيار العجلات من 16 بوصة و17 بوصة و18 بوصة.
تم تسمية مستويات القطع المتوفرة في معظم أوروبا باسم «كمفورت» و«أمبشن» و«إليجنس» و«جرين لاين» و«إكسليوسف» و«لورين وكليمنت» (مايو 2012) - مع احتلال لورين وكليمنت المرتبة الأولى في المجموعة.
في المملكة المتحدة، كانت المستويات المتاحة هي «أس» و«أس إي» و«آليجانس» و«لورين وكليمنت» و«جرين لاين». في السويد، سوق مهم لشكودا، تم طرح نسخة من سوبرب كومبي ذات الدفع الرباعي مع تصورات للطرق الوعرة للبيع في يونيو 2012.
على غرار سوبارو آوتباك وفولفو إكس سي 70 كان يطلق عليه «آلدرايف». استناداً إلى مستوى معدات إليجانس، فهي تتميز بتكسية بلاستيكية سوداء حول الأجزاء السفلية من السيارة وحول عجلات العجلات. كما يتم زيادة الخلوص الأرضي إلى 20 مم (0.79 بوصة) ويتم إضافة لوحة انزلاقية أمامية.
في السويد، كانت متوفرة فقط مع ثلاثة محركات مختلفة (بنزين واحد، محركان ديزل) ودفع رباعي، ولكن عندما تم توفير الطراز في جميع أنحاء أوروبا باسم «شكودا سوبيرب في الهواء الطلق» بعد شهر واحد (وصولاً إلى المملكة المتحدة في  أكتوبر 2012) كان متوفراً أيضاً مع الدفع بالعجلات الأمامية، ومعظم مجموعة المحركات.
بالنسبة لـ سوبرب، توجد قائمة واسعة من المعدات القياسية والإضافية، بما في ذلك المصابيح الأمامية ثنائية الزينون مع أي أف أس، ومستشعرات القرب الأمامية / الخلفية، ونظام مساعد الركن الأوتوماتيكي، ونظام مراقبة ضغط الإطارات، ونظام الملاحة مع شاشة كبيرة تعمل باللمس مقاس 6.5 بوصة و30  القرص الصلب GB، ومستقبل البث التلفزيوني، والمقعد والمرايا القابل للتعديل كهربائياً، ومستشعر المطر، وفتحة السقف مع الألواح الشمسية التي تسمح بتدوير الهواء في السيارة المتوقفة، ومقاعد أمامية / خلفية مدفأة، ومقاعد أمامية مهواة ومنجدة بالجلد، وشريحة فتحة السقف البانورامية المكونة من قطعتين كانت خياراً.

### إقرارات مختارة
2009: أفضل سيارة فاخرة للعام في 2009 من مجلة توب جير
2009: سيارة القطر لعام 2009، والفائزة بالفئة 2010 (أكثر من 1800 كجم من فئة الدفع الرباعي) من نادي كرفان المملكة المتحدة
2012: أفضل استطلاع عن السيارات المستوردة في مجلة السيارات والسيارات والرياضة الألمانية
2012: أعلى درجة في دراسة جي دي بور لرضا العملاء (المملكة المتحدة) في شريحة متوسطة الحجم
2011-2013: السيارة العائلية الأفضل قيمة في مجلة المال الأسترالي

### شد الواجهة
في أبريل 2013، كشفت شكودا النقاب عن سوبرب محسن في شنغهاي. تم طرحه للبيع في السوق الأوروبية في يونيو 2013. ميزات التصميم الخارجي المحدثة سكودا عناصر لغة التصميم الجديدة. المصابيح الأمامية مزودة بمصابيح إل إي دي تعمل بضوء النهار. الثنائيات قياسية للمصابيح الخلفية أيضاً. تم تغيير آلية فتح تويندور من أجل توفير عملية أسهل: يفتح أحد الأزرار الغطاء فقط، بينما يفتح الآخر الباب الخلفي بالكامل.
حتى الآن، تم تخصيص زر واحد فقط للفتح، بينما كان الآخر به وظيفة التحويل. مع عملية شد الواجهة، ظهر مزيج من الدفع الرباعي وناقل الحركة الأوتوماتيكي دي أس جي لمحرك الديزل سعة 125 كيلو واط بسعة 2 لتر. بدءاً من يناير 2014، تتوفر حزمة التصميم الخارجي لـسوبرب كومبي.
تم توسيع قائمة الميزات قليلاً أيضاً. تلقى سوبرب المحسن أحدث جيل من مساعد الركن الأوتوماتيكي. بالإضافة إلى الركن الموازي (دخول / خروج من ساحة الانتظار) يمكن للنظام أيضاً الوقوف بشكل عمودي (دخول ساحة الانتظار فقط).

من الآن فصاعداً، يمكن للركاب في المقاعد الخلفية ضبط مقعد الراكب من الخلف. توجد أداة التحكم الكهربائية على جانب مقعد الراكب بالقرب من الكونسول الوسطي وبالتالي يسهل تشغيلها من الخلف. يمكن للركاب في الخلف تحريك المقعد الأمامي للأمام والخلف وتعديل ارتفاع المقعد وزاويته.
- شكودا سيدان سوبرب
- شكودا سوبرب كومبي
- من الداخل

### المحركات
نظرة عامة على المحركات المتاحة للجيل الثاني Superb (بي6، نوع 3 تي)، بما في ذلك. نموذج مشدود.
| تعيين المحرك                                 | إنتاج     | كود المحرك      | الإزاحة                         | القوة - الطاقة                                  | عزم الدوران                                               | السرعة القصوى                     | 0–100 ك/س (0–62 م/س)(ثانية) |
| -------------------------------------------- | --------- | --------------- | ------------------------------- | ----------------------------------------------- | --------------------------------------------------------- | --------------------------------- | --------------------------- |
| 1.4 تي أس آي92 كيلو واط                      | 2008      | CAXC (EA111)    | 1,390 سم مكعب (84.8 بوصة مكعبة) | 92 كيلوواط (123 حصان) عند 5000 د.ق              | 200 نيوتن متر (148 رطل قدم) عند 1500-4000 دورة في الدقيقة | 204 كم / ساعة (127 ميل / ساعة)    | 10.5 ثانية                  |
| 1.8 تي أس آي 112 كيلو واط                    | 2009      | CDAB (EA888)    | 1798 سم مكعب (109.7 بوصة مكعبة) | 112 كيلو واط (150 حصان) عند 4300-6200 د.ق       | 250 نيوتن متر (184 رطل قدم) عند 1500-4200 دورة في الدقيقة | 219 كم / ساعة (136 ميل / ساعة)    | 8.8 ث                       |
| 1.8 تي أس آي 118 كيلو واط                    | 2008      | CDAA (EA888)    | 1798 سم مكعب (109.7 بوصة مكعبة) | 118 كيلوواط (158 حصان) عند 4500-6200 د.ق        | 250 نيوتن متر (184 رطل قدم) عند 1500-4200 دورة في الدقيقة | 219 كم / ساعة (136 ميل / ساعة)    | 8.4 ث                       |
| 2.0 تي أس آي 147 كيلو واط                    | 2010      | CAWB (EA888)    | 1,984 سم مكعب (121.1 قدم مكعب)  | 147 كيلوواط (197 حصان) عند 5100-6000 د.ق        | 280 نيوتن متر (207 رطل قدم) عند 1700-5000 دورة في الدقيقة | 240 كم / ساعة (149 ميل / ساعة)    | 7.7 ث                       |
| 3.6 FSI VR6191 كيلو واط                      | 2008      | (إي أي390)      | 3597 سم مكعب (219.5 بوصة مكعبة) | 191 كيلوواط (256 حصان) عند 6000 د.ق             | 350 نيوتن متر (258 رطل قدم) عند 2500-5000 دورة في الدقيقة | 250 كم / ساعة (155 ميل / ساعة)    | 6.4 ث                       |
| 1.6 تي دي آي سي آر دي بي أف 77 كيلو واط      | 2010      | CAYC (EA189)    | 1,598 سم مكعب (97.5 بوصة مكعبة) | 77 كيلوواط (103 حصان) عند 4400 د.ق              | 250 نيوتن متر (184 رطل قدم) عند 1500-2500 دورة في الدقيقة | 194 كم / ساعة (121 ميل / ساعة)    | 12.1 ث                      |
| 1.6 تي دي آي سي آر دي بي أف 77 كيلو واط جرين | 2010      | CAYC (إي أي189) | 1,598 سم مكعب (97.5 بوصة مكعبة) | 77 كيلوواط (103 حصان) عند 4400 د.ق              | 250 نيوتن متر (184 رطل قدم) عند 1500-2500 دورة في الدقيقة | 197 كم / ساعة (122 ميل / ساعة)    | 12.2 ث                      |
| 1.9 تي دي آي دي بي أف 77 كيلو واط            | 2008-2010 | (إي أي188)      | 1,896 سم مكعب (115.7 قدم مكعب)  | 77 كيلوواط (103 حصان) عند 4000 دورة في الدقيقة  | 250 نيوتن متر (184 رطل قدم) عند 1900 دورة في الدقيقة      | 190 كم / ساعة (118 ميل / ساعة)    | 12.5 ث                      |
| 1.9 تي دي آي دي بي أف 77 كيلو واط جرين لاين  | 2008-2010 | (إي أي188)      | 1,896 سم مكعب (115.7 قدم مكعب)  | 77 كيلوواط (103 حصان) عند 4000 دورة في الدقيقة  | 250 نيوتن متر (184 رطل قدم) عند 1900 دورة في الدقيقة      | 193 كم / ساعة (120 ميل / ساعة)    | 12.5 ث                      |
| 2.0 تي دي آي دي بي أف 103 كيلو واط           | 2008-2010 | (إي أي188)      | 1,968 سم مكعب (120.1 مكعب بوصة) | 103 كيلوواط (138 حصان) عند 4000 دورة في الدقيقة | 320 نيوتن متر (236 رطل قدم) عند 1800-2500 دورة في الدقيقة | 207 كم / ساعة (129 ميل في الساعة) | 10.0 ث                      |
| 2.0 تي دي آي سي آر دي بي أف 103 كيلو واط     | 2010      | CFHC (إي أي189) | 1,968 سم مكعب (120.1 مكعب بوصة) | 103 كيلوواط (138 حصان) عند 4200 دورة في الدقيقة | 320 نيوتن متر (236 رطل قدم) عند 1750-2500 دورة في الدقيقة | 205 كم / ساعة (127 ميل / ساعة)    | 10.0 ث                      |
| 2.0 تي دي آي سي آر دي بي أف 125 كيلو واط     | 2010      | CFJA (إي أي189) | 1,968 سم مكعب (120.1 مكعب بوصة) | 125 كيلوواط (168 حصان)عند 4200 دورة في الدقيقة  | 350 نيوتن متر (258 رطل قدم)عند 1750-2500 دورة في الدقيقة  | 228 كم / ساعة (142 ميل / ساعة)    | 8.6 ث                       |

| الجيل الثالث      | الجيل الثالث |
| ملخص              | ملخص |
| ----------------- | --- |
| إنتاج             | 2015 إلى الوقت الحاضر |
| المجسم            | كفاسيني، جمهورية التشيك (سكودا أوتو كفاسيني)نانجينغ، الصينأورانجاباد، الهند (شكودا الهند)أوسكمين، كازاخستان                                                             |
| الجسم والشاسيه    | |
| نمط الجسم         | 5-باب 5-باب |
| تخطيط             | محرك أمامي أو دفع أمامي أو دفع رباعي |
| منصة              | منصة مجموعة فولكس فاجن MQB |
| مجموعة نقل الحركة | |
| محرك              | - 1.4 لتر I4 شاحن توربيني (بنزين) - 1.8 لتر I4 شاحن توربيني (بنزين) - 2.0 لتر I4 شاحن توربيني (بنزين) - شاحن توربيني 1.6 لتر I4 (ديزل) - 2.0 لتر I4 شاحن توربيني (ديزل) |
| توصيل             | 6 سرعات يدوي6 سرعات، أوتوماتيكي (دي سي جي)7 سرعات أوتوماتيكي (دي سي جي)                                                                                                 |
| أبعاد             | |
| قاعدة العجلات     | 2,841 مم (111.9 بوصة) |
| طول               | 4,861 مم (191.4 بوصة) |
| عرض               | 1,864 مم (73.4 بوصة) |
| ارتفاع            | 1,468 مم (57.8 بوصة) |

## الجيل الثالث

### بي 8 نوع في 3 من 2015
بي 8 نوع في 3 من 2015- إلى الوقت الحاضر) تم الإعلان عن الجيل الثالث من سوبرب (باستخدام منصة إم كيو بي) في فبراير 2015 في الوقت المناسب لمعرض جنيف للسيارات، مع حجم الإنتاج المقرر أن يبدأ في منتصف العام. النموذج الجديد أكبر من الجيل الثاني. ظهرت شكودا سوبرب في سباق فرنسا للدراجات كسيارة حكم.
كان من المقرر أن يشمل الجيل الجديد من المحركات المزودة بشاحن توربيني الحقن المباشر، أربع وحدات أسطوانات، خمسة محركات بنزين تتراوح أحجامها من 1.4 إلى 2.0 لتر، وثلاث محركات ديزل سعة 1.6 أو 2.0 لتر. تعتبر سيارة سكودا سوبيرب 2.0 تي سي آي  4x4 200 كيلو واط حالياً أسرع سيارة إنتاج لسكودا، مع سرعة قصوى تبلغ 250 كم / ساعة (160 ميل / ساعة) وتسارع من 0-100 كم / ساعة (62 ميل / ساعة) في 5.5 ثانية.
بدأت عمليات تسليم الوكلاء للسيارة السيدان في يونيو 2015، وتبعها ستات واغن في سبتمبر.[بحاجة لمصدر]
في المملكة المتحدة، تم تسمية مستويات القطع المتوفرة باسم «أس» و«أس إي» و «أس إي تكنولوجي» و«أس إي إل إكسكيوتف» و«سبورت لاين» و«لورين وكليمنت»، مع احتلال لورين وكليمنت المرتبة الأولى في المجموعة  .  
اعتباراً من عام 2016، يتراوح السعر من 19060 جنيهاً إسترلينياً إلى أفخم قطع إل وكي مع جميع المعدات مقابل 42385 جنيهاً إسترلينياً.

### إقرارات مختارة
تلقى سوبرب مراجعات إيجابية للغاية في جميع الاختبارات الأجنبية.  
صنفت صحيفة ذا تيليغراف البريطانية الجديدة سوبرب (بتقييم إجمالي 9/10)، (وأوتو كار 4/5)، (وتوب جير 8\10)، (وأوتو إكسبرس 5/5)، وفي المجلة الألمانية أوتو بيلد، حصل سوبرب على 588 نقطة.
وقد سجلت سيارة سوبرب أيضاً درجات عالية في أستراليا، حيث منحت كار أدفايس تقييماً عاماً قدره 9/10 مع إبراز المجالات الرئيسية للقيمة مقابل المال والميزات والأداء ومساحة المقصورة حيث تفوقت السيارة.
هزمت سيارة سوبرب أيضاً منافسيها، في اختبار مجلة أوتو بيلد لمرسيدس بنز إي كلاس الفئة (E220 سي دي أي) وفي أوتو إكسبرس، فولكس فاجن باسات 2.0 لتر تي دي آي.
كما تم منح شكودا سوبيرب لقب سيارة العام في جمهورية التشيك وفي مقدونيا.
كما حصلت أيضاً على لقب أفضل سيارة في العالم لعام 2016، أفضل سيارة تنفيذية وسيارة إستاتية مدمجة في 2016 على مجلة واط كار ؟ (موقع شراء السيارات الرائد في المملكة المتحدة) وسيارة أوتو إكسبرس سيارة العائلة لعام 2016.

### شد الواجهة
في مايو 2019، تم الكشف عن شكودا سوبرب المحسّنة في براتيسلافا. يتوفر في طراز شكودا لأول مرة: مصابيح أمامية مصفوفة بالكامل بتقنية إل إي دي والتحكم التنبئي في السرعة ومساعدة الطوارئ.

كما تم طرح أول محرك هجين يعمل بالكهرباء، وسيتوفر محرك شكودا سوبرب آي في الجديد بمحرك بنزين بسعة 1.4 لتر بشاحن توربيني، ومخرجات تصل إلى 160 كيلو وات، ويصل مدى الكهرباء بالكامل إلى 55 كم  تجلب سكودا سوبيرب سكوت الجديدة تعليقاً أطول وحماية أسفل الهيكل قليلاً من القدرة على الطرق الوعرة. سيتم طرح السيارة المحسنة للبيع في أوائل عام 2020.
- شكودا سوبرب III سيدان
- شكودا سوبرب III سيدان
- شكودا سوبرب سيدان
- شكودا سوبرب سيدان
- شكودا سوبرب 2018
- شكودا سوبرب 2018
- شكودا سوبرب واغون
- شكودا سوبرب واغون
- شكودا سوبرب
- شكودا سوبرب

### المحركات
مواصفات المحرك:()
| محركات البنزين    | محركات البنزين                   | محركات البنزين                  | محركات البنزين              | محركات البنزين                 | محركات البنزين                 | محركات البنزين                    |
| نموذج             | محرك                             | القوة - الطاقة (ك.و - كياو واط) | عزم الدوران                 | ناقل الحركة                    | السرعة القصوى                  | 0-100 كم / ساعة (0-62 ميل / ساعة) |
| ----------------- | -------------------------------- | ------------------------------- | --------------------------- | ------------------------------ | ------------------------------ | --------------------------------- |
| 1.4 تي سي آي      | 1,395 سم مكعب (85.1 متر مكعب)    | 92 ك.و (123 حصان)               | 200 نيوتن متر (148 رطل قدم) | يدوي 6 سرعات                   | 208 كم / ساعة (129 ميل / ساعة) | 9.9 ثانية                         |
| 1.4 تي سي آي      | 1,395 سم مكعب (85.1 متر مكعب)    | 110 ك.و (148 حصان)              | 250 نيوتن متر (184 رطل قدم) | يدوي 6 سرعات 7 سرعات أوتوماتيك | 220 كم / ساعة (137 ميل / ساعة) | 8.6 ق                             |
| 1.4تي سي آي 4x4   | 1,395 سم مكعب (85.1 متر مكعب)    | 110 ك.و (148 حصان)              | 250 نيوتن متر (184 رطل قدم) | يدوي 6 سرعات                   | 215 كم / ساعة (134 ميل / ساعة) | 9.0 ثانية                         |
| 1.8 تي سي آي      | 1798 سم مكعب (109.7 بوصة مكعبة)  | 132 ك.و (177 حصان)              | 320 نيوتن متر (236 رطل قدم) | يدوي 6 سرعات                   | 232 كم / ساعة (144 ميل / ساعة) | 8.0 ثانية                         |
| 1.8 تي سي آي      | 1.798 سم مكعب (109.7 بوصة مكعبة) | 132 ك.و (177 حصان)              | 250 نيوتن متر (184 رطل قدم) | 7 سرعات                        | 230 كم / ساعة (143 ميل / ساعة) | 8.2 ثانية                         |
| 2.0 تي سي آي      | 1,984 سم مكعب (121.1 قدم مكعب)   | 162 ك.و (217 حصان)              | 350 نيوتن متر (258 رطل قدم) | 6 سرعات                        | 245 كم / ساعة (152 ميل / ساعة) | 7.0 ثانية                         |
| 2.0 تي سي آي4x4   | 1,984 سم مكعب (121.1 قدم مكعب)   | 206 ك.و (276 حصان)              | 350 نيوتن متر (258 رطل قدم) | 6 سرعات                        | 250 كم / ساعة (155 ميل / ساعة) | 5.8 ثانية                         |
| 2.0 تي سي آي4x4   | 1,984 سم مكعب (121.1 قدم مكعب)   | 200 كيلو واط (268 حصان)         | 350 نيوتن متر (258 رطل قدم) | 7 سرعات                        | 250 كم / ساعة (155 ميل / ساعة) | 5.5 ثانية                         |
| محركات الديزل     |                                  |                                 |                             |                                |                                |                                   |
| نموذج             | محرك                             | قوة                             | عزم الدوران                 | ناقل الحركة                    | السرعة القصوى                  | 0-100 كم / ساعة (0-62 ميل / ساعة) |
| 1.6 تي دي آي      | 1,598 سم مكعب (97.5 بوصة مكعبة)  | 88 ك.و (118 حصان)               | 250 نيوتن متر (184 رطل قدم) | يدوي 6 سرعات                   | 206 كم / ساعة (128 ميل / ساعة) | 10.9 ثانية                        |
| 2.0 تي دي آي      | 1,968 سم مكعب (120.1 مكعب بوصة)  | 110 ك.و (148 حصان)              | 340 نيوتن متر (251 رطل قدم) | يدوي 6 سرعات 6 سرعات DSG       | 220 كم / ساعة (137 ميل / ساعة) | 8.8 ثانية                         |
| 2.0 تي دي آي(4x4) | 1,968 سم مكعب (120.1 مكعب بوصة)  | 110 ك.و (148 حصان)              | 340 نيوتن متر (251 رطل قدم) | يدوي 6 سرعات                   | 215 كم / ساعة (134 ميل / ساعة) | 9.0 ثانية                         |
| 2.0 تي دي آي      | 1,968 سم مكعب (120.1 مكعب بوصة)  | 140 ك.و (188 حصان)              | 400 نيوتن متر (295 رطل قدم) | يدوي 6 سرعات 6 سرعات DSG       | 237 كم / ساعة (147 ميل / ساعة) | 8.0 ثانية                         |
| 2.0 تي دي آي(4x4) | 1,968 سم مكعب (120.1 مكعب بوصة)  | 140 ك.و (188 حصان)              | 400 نيوتن متر (295 رطل قدم) | 6 سرعات DSG                    | 230 كم / ساعة (143 ميل / ساعة) | 7.6 ثانية                         |

* منذ سبتمبر 2016، لم تعد محركات 1.4 تي أس آي (92 كيلوواط) و1.6تي دي آي (88 كيلوواط) متوفرة، مما جعل 110 كيلوواط المحرك الأضعف.

### الأمان
نتائج اختبار البرنامج الأوروبي اتقييم السيارات الجديدة سكودا سوبرب (2003)
| امتحان          | نقاط | ٪     |
| --------------- | ---- | ----- |
| بسكل عام        | 5- 5 | 5 - 5 |
| راكب بالغ:      | 32.7 | 86٪   |
| راكب طفل:       | 42.2 | 86٪   |
| مشاة:           | 25.7 | 71٪   |
| مساعدة السلامة: | 9.9  | 76٪   |

## مركبات طوارئ
في أبريل 2021، ستستبدل نيوزيلندا أسطولها الكامل من سيارات الشرطة هولدن في مجموعة سكودا سوبرب بسبب مغادرة هولدن السوق الأسترالية، لتنضم إلى 30 دولة أوروبية مثل النمسا وفرنسا وهولندا والمملكة المتحدة.

## ذات صلة
مراجعة شكودا سوبرب AutoExpress.co.uk

## روابط خارجية
الموقع الرسمي شكودا سوبرب
موقع شكودا سوبيرب المملكة المتحدة